# Lill-Stormyrtjärnen
Lill-Stormyrtjärnen är en sjö i Skellefteå kommun i Västerbotten och ingår i Rickleåns huvudavrinningsområde.